# Johannes Kunz (Journalist)

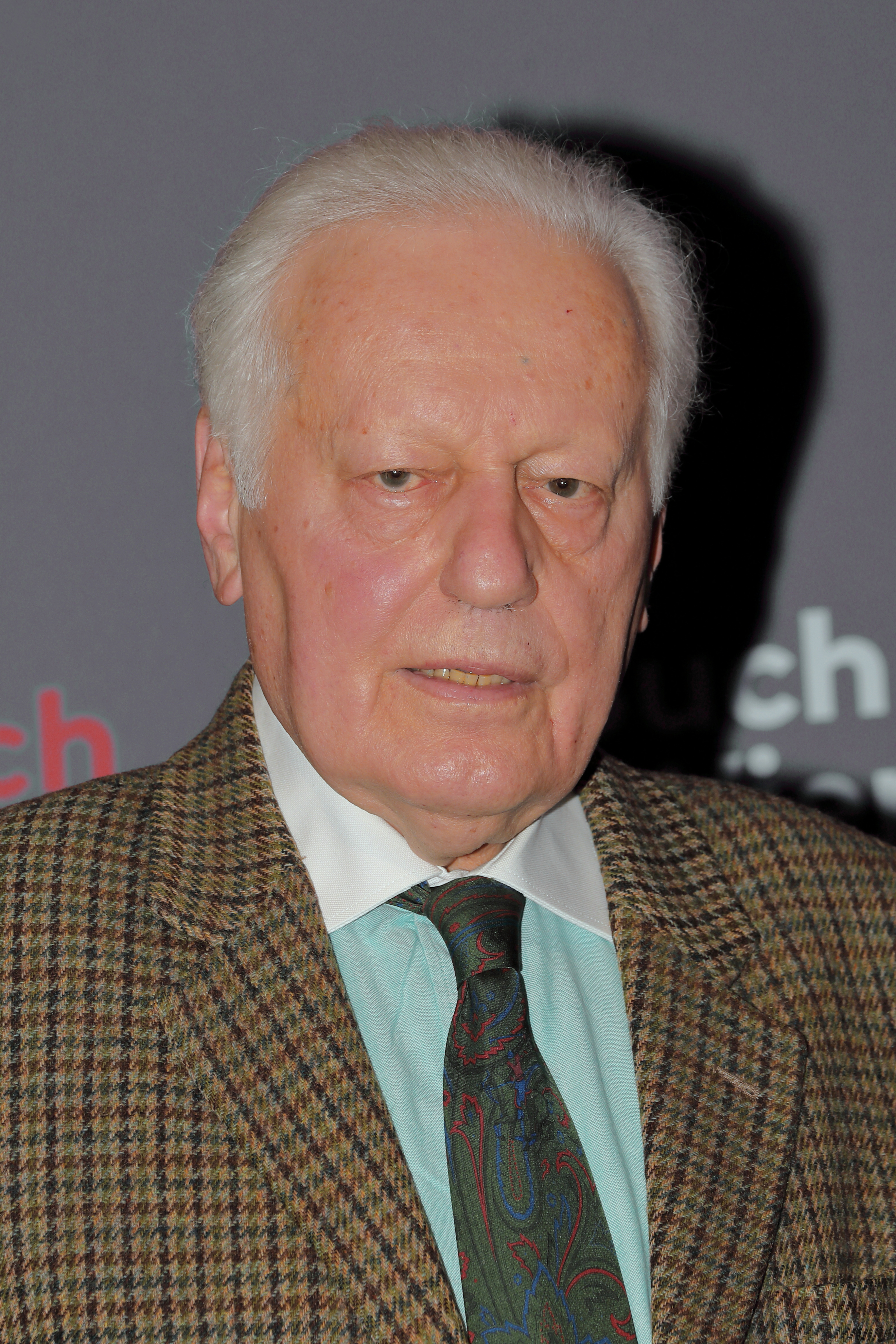
Johannes Kunz, 2024

Johannes Kunz (* 2. Januar 1947 in Wien) ist ein österreichischer Journalist, Publizist und Unternehmer.

## Leben und Wirken
Von 1968 bis 1973 war er beim Hörfunk des Österreichischen Rundfunks tätig. Im Anschluss wurde er Pressesprecher von Bundeskanzler Bruno Kreisky. Ab 1980 war er als Geschäftsführer des Molden Verlags tätig. Ab 1982 war Johannes Kunz wieder beim ORF, wo er von 1986 bis 1994 Informationsintendant war; zeitgleich war er Vorstandsmitglied der Austria Presse Agentur und beim Presseclub Concordia. 1994 kandidierte er als Generalintendant des ORF.
1995 gründete Johannes Kunz die Vienna Entertainment GmbH, mit welcher er 1996 den Salzburger Jazz-Herbst gründete. Ab 2005 veranstaltete Johannes Kunz den Salzburger Jazz-Herbst als Geschäftsführer der Salzburger Jazz-Herbst Veranstaltungs GmbH. 2013 musste diese Gesellschaft Konkurs anmelden. Die geplante letzte Saison in Salzburg konnte nicht mehr stattfinden. Ab 2014 war eine Übersiedlung ins Schloss Grafenegg in Niederösterreich geplant. Diese wurde nach dem Konkurs auf 2015 verschoben.
Johannes Kunz ist Ehrenpräsident der Österreichischen Krebshilfe.
Seit 1974 veröffentlichte Kunz 35 Bücher, darunter mehrere zum Thema Jazz und Politik.
Johannes Kunz ist in zweiter Ehe mit Sylvia Eisenburger-Kunz verheiratet, lebt in Wien und hat einen Sohn.

## Auszeichnungen und Ehrungen
- 1978: Cruz De Oficial des Königreiches Spanien (Ritter I. Klasse)
- 1979: Verdienstkreuz 1. Klasse der Bundesrepublik Deutschland
- 1983: Goldenes Verdienstzeichen des Landes Wien
- 1993: Croce Dell´ Ordine Al Merito Melitense des Malteser Ordens
- 2022: Journalist des Jahres – Auszeichnung für das Lebenswerk[3]

## Publikationen
- Ich bin der Meinung. Kreisky in Witz und Anekdote. Molden, 1982.
- Anton Benya. Die Ansichten des Nationalrats- und ÖGB Präsidenten.
- Medienrevolution. Die Elektronik verändert die Welt. Molden, 1983.
- Die Ära Kreisky. Stimmen zu einem Phänomen. Molden, 1984.
- Die (Des)illusionierte Gesellschaft. P. Mueller, 1987.
- Der Österreichische Witz. Ibera, 1995.
- Back To The Roots Ibera, 1996.
- Bösendorfer. A Living Legend. Molden, 2002.
- Der Brückenbauer. Amalthea, 2004.
- Der Wiener Opernball. Molden, 2006.
- Der Tod muss ein Wiener sein. Amalthea, 2009.
- Licht und Schatten – Erinnerungen. Amalthea, 2014
- Frank Sinatra und seine Zeit. LangenMüller Verlag, 2015
- Ella Fitzgerald und ihre Zeit. LangenMüller Verlag, 2016
- 100 Jahre Österreich: Die Politik 1918–2018 im Spiegel des Humors, Amalthea Signum, Wien 2017, ISBN 978-3-99050-102-3
- Der mediale Overkill. In: Thomas Hofer, Barbara Tóth (Hrsg.): Wahl 2017. Loser, Leaks & Leadership. ÄrzteVerlag, Wien 2017, ISBN 978-3-9503276-4-9, S. 210–216.
- Oscar Peterson: Portrait einer Jazzlegende, Böhlau, Wien 2024, ISBN 978-3-20521-959-0